# Студенець (Севниця)
Студенець (словен. Studenec) — поселення в общині Севниця, Споднєпосавський регіон, Словенія. Висота над рівнем моря: 376 м.